# Sebastian Kolbe (Fußballspieler)
Sebastian Kolbe (* 9. Januar 1996 in Waiblingen) ist ein deutsch-spanischer Fußballtorhüter.

## Karriere
Kolbe spielte in der Jugend für den ASV Aichwald, TSV Röthenbach, 1. FC Röthenbach und den Post SV Nürnberg. 2009 schloss er sich dem 1. FC Nürnberg an. Nach mehreren Saisons in der Jugend der Nürnberger schaffte er 2014 den Sprung in die zweite Mannschaft. Zur Spielzeit 2016/17 wechselte er dann zu den Stuttgarter Kickers, die gerade aus der 3. Fußball-Liga abgestiegen waren. Dort kam er jedoch nur in der U23 der Kickers zum Einsatz. Bereits im Folgejahr schloss sich Kolbe dem SV Seligenporten an. Doch auch schon im Folgejahr verließ er Seligenporten und wechselte zum Ligakonkurrenten SpVgg Bayreuth. Nach drei Saisons in der Regionalliga Bayern gelang Kolbe mit dem Club der Aufstieg in die 3. Liga. Seinen ersten Profieinsatz hatte er am 23. Juli 2022, als er beim Auswärtsspiel gegen den FC Ingolstadt 04 in der Startelf stand.

## Erfolge
SpVgg Bayreuth
- Meister der Regionalliga Bayern und Aufstieg in die 3. Liga: 2021/22